# Kamchatka (groupe)
Pour les articles homonymes, voir Kamchatka.
Kamchatka est un power trio suédois de rock, originaire de Varberg. Il est très influencé par les groupes de blues rock de la fin des années 1960 et du début des années 1970. Leur style musical combine des éléments de blues rock, de stoner, de rock psychédélique et de country,. Kamchatka tire son nom de la péninsule russe du Kamtchatka, volcaniquement active, qui divise l’Okhotsk et la mer de Béring. 

## Histoire
Le groupe est fondé en 2000 avec Thomas Andersson à la guitare et chant, Roger Öjersson à la basse et Tobias Strandvik à la batterie. Il débute par un concert en hommage à Jimi Hendrix. Il a d’abord comme nom Shrimp Monkey avant d’adopter Kamchatka en 2005, sur conseil de leur label. 
En 2005, Kamchatka sort son premier album éponyme Kamchatka, un album de 14 titres contenant 3 reprises : I Love Everybody écrit à l’origine par le rockeur de blues Johnny Winter, Auto Mowdown et Spacegirl Blues de Gerald V. Casale du groupe de new wave Devo (sur la compilation Hardcore Devo: Volume One). L’album a été enregistré aux studios Shrimpmonkey par Nicolas Elgstrand. La pochette est réalisée par Per Wiberg qui réalisera également toutes les suivantes. 
En 2007, avant la sortie du deuxième album Volume II, le guitariste Thomas Andersson collabore à un projet intitulé King Hobo avec le claviériste Per Wiberg d’Opeth, le batteur de Jean-Paul Gaster de Clutch et Ulf Rockis Ivarsson. Un deuxième album sort en 2019, Mauga. Le troisième album de Kamchatka, Volume III, sort en mars 2009. Un album de 11 pistes contenant une reprise de la chanson Whipping Post des Allman Brothers  avec le batteur de Clutch Jean-Paul Gaster en deuxième batterie. Le quatrième album Bury Your Roots, un album de 12 titres originaux, sort le 5 septembre 2011 sur le label GMR. 
Pour le cinquième album, The Search Goes On, le groupe change de bassiste et intègre Per Wiberg, qui produit l'album. L’album sort sur Despotz Records le 21 février 2014 et reçoit des critiques plutôt positives,,. Le sixième album sort un an après, le 22 mai 2015, Long Road Made of Gold, un album varié, sous forme de voyage sonore, avec des morceaux rappelant Deep Purple, Jimi Hendrix ou Bad Company. 
Le septième album, Hoodoo Lightning, sort le 29 novembre en numérique et le 6 décembre 2019 en disque, après une courte pause en 2017,. Cet album est décrit comme plus heavy metal avec toujours des influences diverses dont grunge. Per Wiberg participe maintenant également au chant. 

## Style musical et influences
Kamchatka est influencé par plusieurs genres dont le blues, le rock progressif, le stoner et le jazz et par des artistes tels que Devo, Ali Farka Touré, Cactus, King Crimson, Kyuss, Sarah Vaughan et Chet Baker. Le jeu de guitare de Thomas Andersson est principalement basé sur le riff et est considéré comme très inspiré par Jimi Hendrix et Robin Trower, et c’est pour ça que Kamchatka est souvent comparé à des groupes de blues-rock lourds actifs à la fin des années 1960 et au début des années 1970 comme The Jimi Hendrix Experience, Led Zeppelin et Cream,.  
Le batteur, Tobias Strandvik accompagne Lionize pendant une tournée commune avec le groupe grec Planet of Zeus. Per Wiberg joue également dans les groupes Spiritual Beggars, Candlemass et King Hobo. Thomas « Juneor » Andersson joue également dans King Hobo.  

## Tournées
Début 2007, Kamchatka fait une tournée en Suède en ouverture de Clutch à trois reprises. En avril/mai 2008, Kamchatka joue en première partie sur la tournée américaine pour Clutch à 21 reprises. En 2009, ils poursuivent cette affiliation avec Clutch en les rejoignant lors d’une tournée européenne en novembre. 
En 2015, ils tournent en tête d'affiche au Royaume-Uni, Allemagne et Pays-Bas, accompagnés notamment par Coogans Bluff. En 2016, ils tournent à nouveau en Allemagne, Autriche, Pays-Bas et Suisse. Fin 2019, ils promeuvent la sortie de leur septième album avec une tournée européenne incluant quatre dates en France, à Strasbourg, Paris, Lyon et Bordeaux, en première partie de Clutch avec Graveyard.

## Membres
- Thomas « Juneor » Andersson - guitare, chant
- Tobias Strandvik - batterie
- Per Wiberg - basse, chant

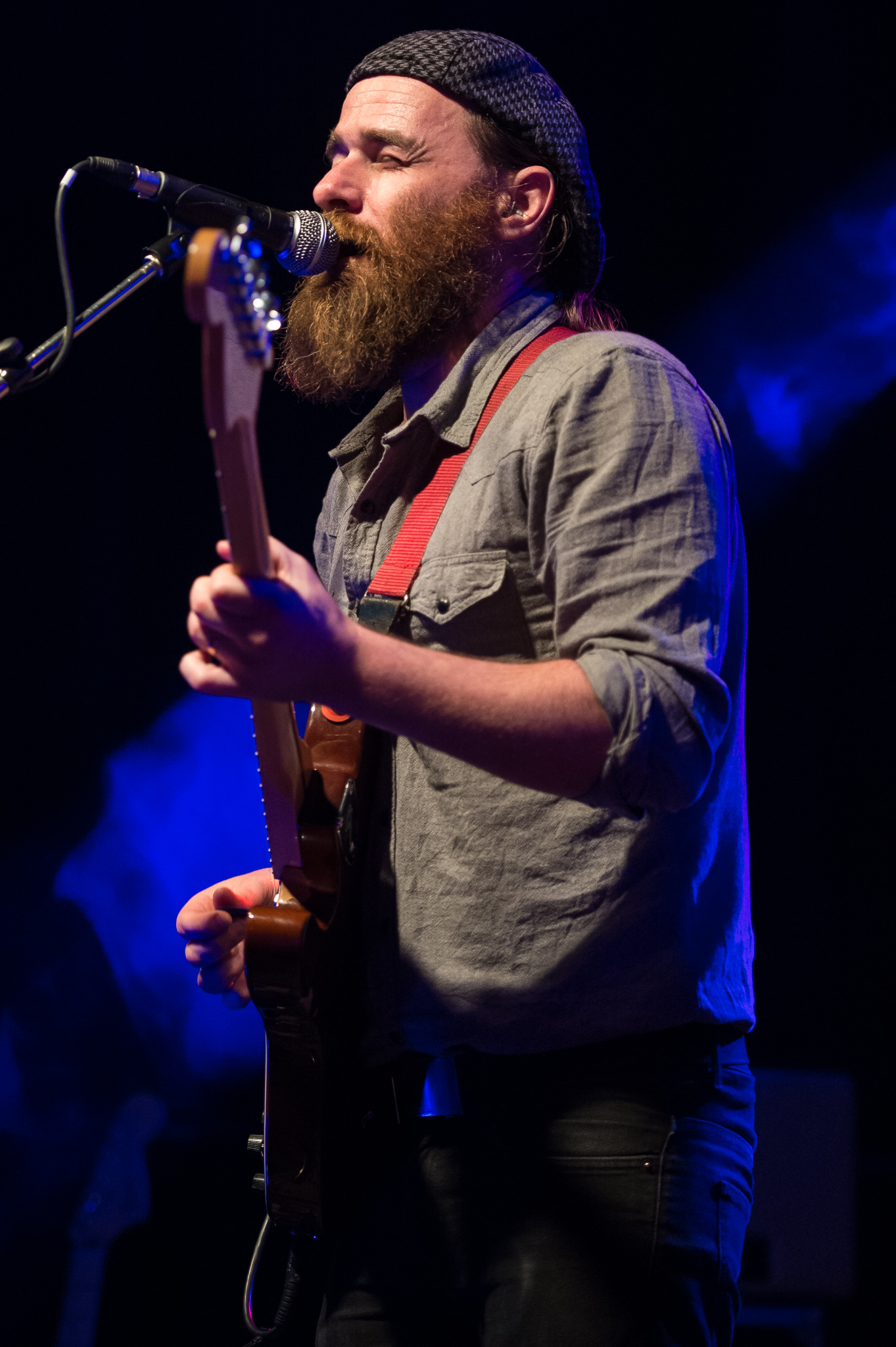
Thomas "Juneor" Andersson
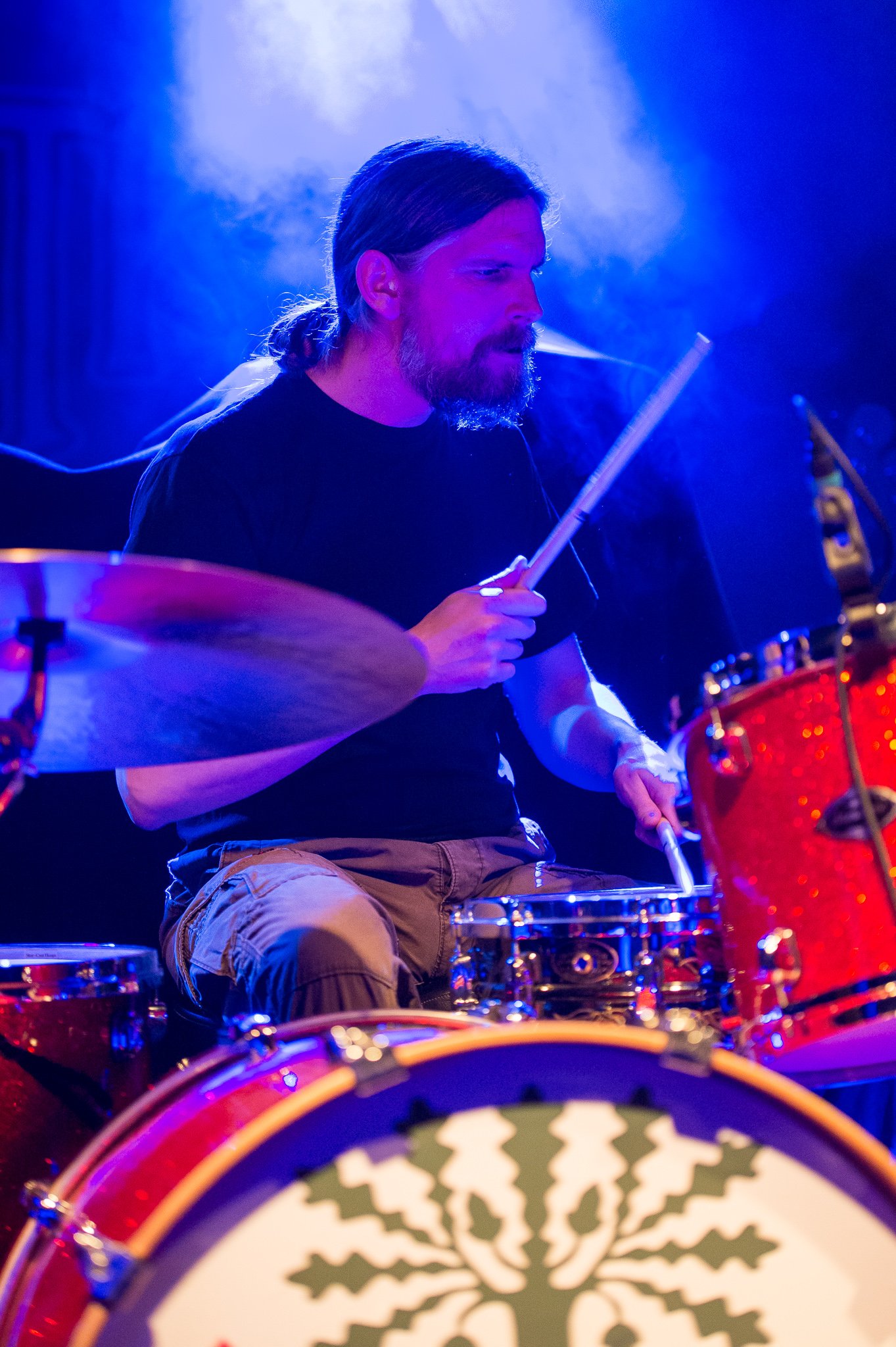
Tobias Strandvik
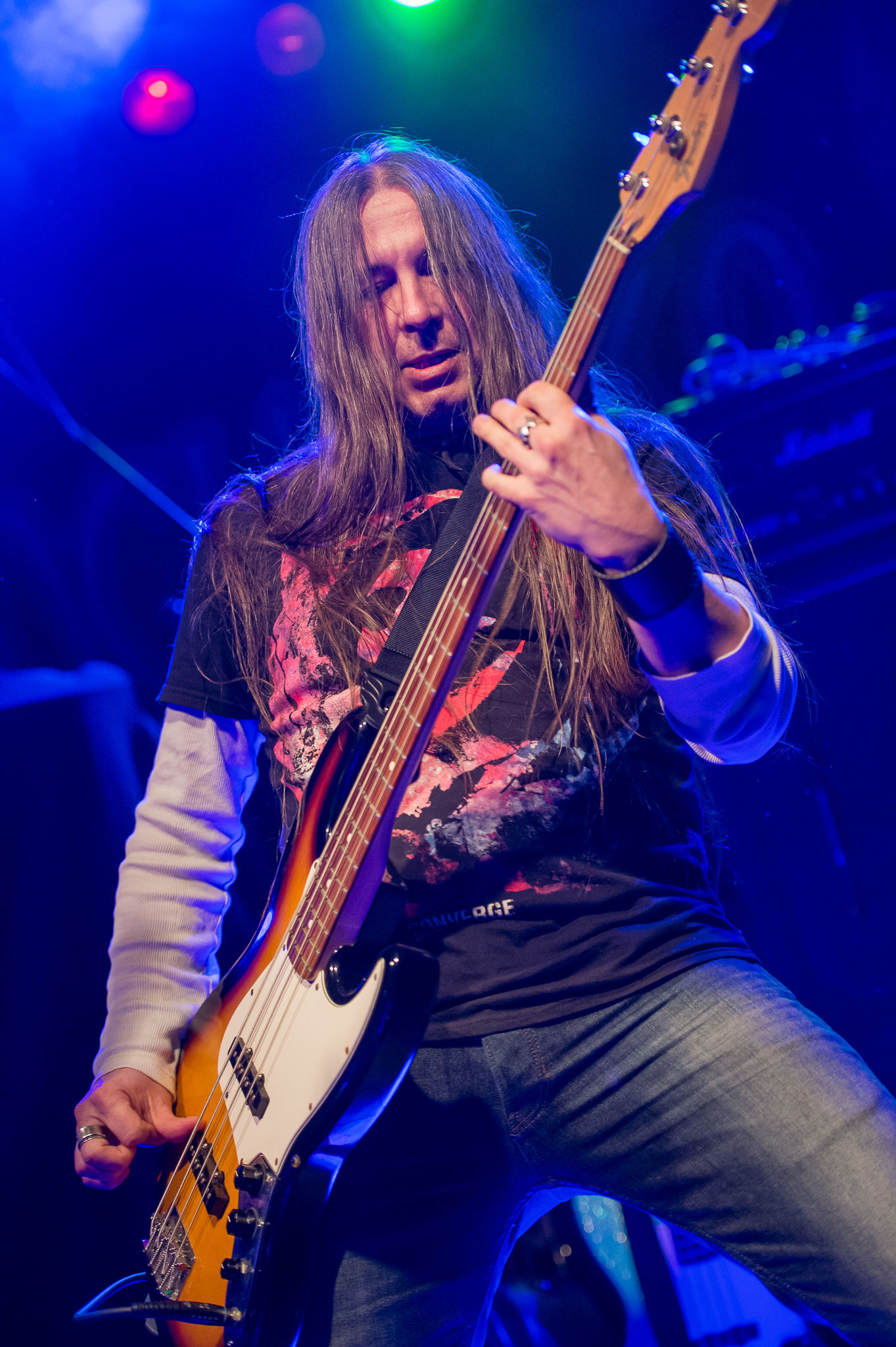
Per Wiberg

## Discographie

### Albums studio
- 2005 : Kamtchatka
- 2007 : Volume II
- 2009 : Volume III
- 2011 : Bury Your Roots
- 2014 : The Search Goes On
- 2015: Long Road Made of Gold
- 2019 :  Hoodoo Lightning